# Похищение луны (фильм)
«Похищение луны» — художественный фильм, снятый на киностудии «Грузия-фильм» в 1973 году.

## Сюжет
По роману Константина Гамсахурдия «Похищение луны». Молодой грузинский аристократ, возвращается из эмиграции и не может найти себя в советской Грузии.

## В ролях
- Гейдар Палавандишвили — Тараш Эмхвари
- Отар Мегвинетухуцеси — Арзакан Звамбайя
- Ирина Чичинадзе — Тамара Шервашидзе
- Котэ Даушвили — Кац Звамбайя
- Ариадна Шенгелая — Каролина
- Акакий Васадзе — Тариэл Шервашидзе
- Эроси Манджгаладзе — Гвандж Апакидзе
- Варлам Цуладзе — Лукайя Лабахуа
- Спартак Багашвили — Меборне
- Рамаз Чхиквадзе — Шардин Алшибайа
- Кира Андроникашвили — Дзабули
- Имеда Кахиани — Чалмази
- Манучар Шервашидзе — Аремба Арлани
- Руслан Микаберидзе — Джото
- Зураб Капианидзе — Ломкац Тарба
- Леван Пилпани — Джамлет Тарба
- Отар Коптонашвили — Беслан Тарба
- Амиран Кадейшвили — Дзвеге Тарба
- Борис Ципурия — Джокиа
- Дали Церетели — Зесна
- Екатерина Шакирбай — Хатуна
- Кахи Кавсадзе — Вахтанг Яманидзе
- Шота Манагадзе — секретарь райкома
- Тамара Цицишвили — мать Тараша
- Шалва Гедеванишвили — эпизод
- и другие

## Критика
Через сопоставление двух судеб этот очень своеобразный фильм подводит зрителя к серьезному раздумью не только над событиями истории, но и над вопросами нравственными и философскими. Он не навязчив, этот фильм, который развертывается перед нами широко и бурно, словно река в половодье. Он следует лучшим традициям реалистического киноискусства Грузии, завоевавшего добрую славу у наших зрителей. В нем нет «перста указующего» — авторы апеллируют к уму и сердцу зрителей. Они лишь расцвечивают экран всеми красками подлинной жизни — то буйными, яркими, как кровь человеческая, то сдержанными, приглушенными и умиротворяющими, как деревья, подернутые дымкой инея.— журнал «Спутник кинозрителя», март 1974 года